# مل ییتک (بازیکن سافت‌بال)
مل ییتک (ورزشکار) (انگلیسی: Ma Ying؛ زادهٔ ۱۰ آوریل ۱۹۷۲) ورزشکار سافت‌بال زن اهل چین بود.
وی در مسابقات کشوری و بین‌المللی در مجموع برندهٔ ۱ مدال نقره شده‌است.